# Inspirations (album)
Inspirations è un album di cover del gruppo musicale Saxon, pubblicato nel marzo 2021 dalla Silver Lining.

## Tracce
1. Paint It Black (cover dei The Rolling Stones) – 3:18
2. Immigrant Song (cover dei Led Zeppelin) – 2:05
3. Paperback Writer (cover dei The Beatles) – 2:18
4. Evil Woman (cover dei Crow) – 3:29
5. Stone Free (cover dei The Jimi Hendrix Experience) – 3:44
6. Bomber (cover dei Motörhead) – 3:22
7. Speed King (cover dei Deep Purple) – 3:31
8. The Rocker (cover dei Thin Lizzy) – 3:43
9. Hold the Line (cover dei Toto) – 3:47
10. Problem Child (cover degli AC/DC) – 4:09
11. See My Friends (cover dei The Kinks) – 2:55

## Formazione
- Biff Byford - voce
- Paul Quinn - chitarra
- Doug Scarrat - chitarra
- Nibbs Carter - basso
- Nigel Glockler - batteria